# Pachycondyla leeuwenhoeki
Pachycondyla leeuwenhoeki är en myrart som först beskrevs av Auguste-Henri Forel 1886.  Pachycondyla leeuwenhoeki ingår i släktet Pachycondyla och familjen myror.

## Underarter
Arten delas in i följande underarter:
- P. l. jacobsoni
- P. l. leeuwenhoeki
- P. l. sumatrensis